# Карлсбург (Западна Померанија)
Карлсбург (њем. Karlsburg) град је у њемачкој савезној држави Мекленбург-Западна Померанија. Једно је од 89 општинских средишта округа Остфорпомерн. Према процјени из 2010. у граду је живјело 1.436 становника. Посједује регионалну шифру (AGS) 13059037.

## Географски и демографски подаци
Карлсбург се налази у савезној држави Мекленбург-Западна Померанија у округу Остфорпомерн. Град се налази на надморској висини од 22 метра. Површина општине износи 28,6 km². У самом граду је, према процјени из 2010. године, живјело 1.436 становника. Просјечна густина становништва износи 50 становника/km².